# 85179 Майстерекгарт
85179 Майстерекгарт (85179 Meistereckhart) — астероїд головного поясу, відкритий 11 жовтня 1990 року.
Тіссеранів параметр щодо Юпітера — 3,521.